# Wellington da Silva Pinto
Wellington da Silva Pinto, mais conhecido como Wellington (Bauru, 30 de setembro de 1991), é um futebolista brasileiro que atua como zagueiro. Atualmente está na Sociedade Esportiva do Gama.

## Carreira

### Palmeiras
Foi promovido ao elenco principal do Palmeiras, após boas atuações na Copa São Paulo. Voltou em abril de 2013, após um curto período de empréstimo no Atlético Sorocaba.

### Atlético Paranaense
Em 26 de junho o jogador é emprestado ao Atlético Paranaense.

### Ponte Preta
Em 2016, fecha com a Ponte Preta;

### Santa Cruz
No dia 27 de junho de 2016 acerta com o Santa Cruz para a disputa da Série A. Estreou na vitória tricolor por 1x0 sobre o Internacional no Arruda.

## Títulos
Palmeiras
- Copa do Brasil: 2012[5]

Náutico
- Campeonato Pernambucano: 2022

### Outras Conquistas
Palmeiras
- Campeonato Paulista (Sub-20): 2008[6]
- AEGON AJAX Internacional Challenge: 2012[7]
- Troféu Julinho Botelho: 2014